# Escalona: un canto a la vida
Escalona: un canto a la vida es él es el cuarto álbum del cantante colombiano Carlos Vives, y la banda sonora que acompaña a la serie colombiana Escalona, ambos lanzados en 1991.

## Descripción
El álbum se publicó junto con la miniserie en la cual se hizo en honor al compositor vallenato Rafael Escalona, entre los más conocidos del género vallenato en su país natal, a quien el mismo Vives interpretó como protagonista. Al igual que la telenovela, el álbum se basa en vida del maestro Escalona y cómo surgieron sus canciones. Esta banda sonora se convirtió en un éxito, y marcaría el futuro  musical de Carlos Vives y la banda "La Provincia".

## Lista de canciones
| N.º | Título                   | Escritor(es)    | Duración |  |
| 1.  | «El Testamento»          | Rafael Escalona |          |  |
| 2.  | «La Molinera»            | Rafael Escalona |          |  |
| 3.  | «La Patillalera»         | Rafael Escalona |          |  |
| 4.  | «El Almirante Padilla»   | Rafael Escalona |          |  |
| 5.  | «El Mejoral»             | Rafael Escalona |          |  |
| 6.  | «Miguel Canales»         | Rafael Escalona |          |  |
| 7.  | «El Villanuevero»        | Rafael Escalona |          |  |
| 8.  | «Jaime Molina»           | Rafael Escalona |          |  |
| 9.  | «El Arco Iris»           | Rafael Escalona |          |  |
| 10. | «El Jerre Jerre»         | Rafael Escalona |          |  |
| 11. | «La Custodia De Badillo» | Rafael Escalona |          |  |
| 12. | «La Resentida»           | Rafael Escalona |          |  |
| 13. | «La Golondrina»          | Rafael Escalona |          |  |